# Ahmad al-Dschalabi

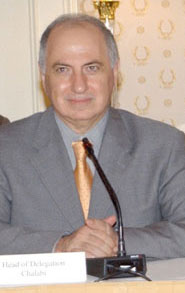
Ahmad al-Dschalabi (2003)

Ahmad Abd al-Hadi al-Dschalabi (arabisch أحمد عبد الهادي الجلبي, DMG Aḥmad ʿAbd al-Hādī al-Ǧalabī; auch Ahmad Tschalabi bzw. Ahmad Dschalabi, manchmal auch Ahmed Chalabi geschrieben; * 30. Oktober 1944 in Al-Kazimiyya, Irak; † 3. November 2015 in Al-Kazimiyya, Irak) war ein irakischer Mathematikprofessor, Politiker und Vorsitzender des Irakischen Nationalkongresses (INC), einer irakischen Partei und früheren Dachorganisation für verschiedene irakische Oppositionsgruppen.

## Leben
Während der Diktatur von Saddam Hussein lebte der Schiit al-Dschalabi mit britischem Pass im Londoner Exil und galt als Schützling des Verteidigungsministeriums der Vereinigten Staaten.
Er gilt als umstrittene Figur, da er 1992 in Jordanien nach dem Zusammenbruch des von ihm gegründeten Bankhauses Petra Bank wegen Betruges und Unterschlagung in Abwesenheit zu 22 Jahren Haft verurteilt wurde. Bis 2005 lag gegen ihn ein jordanischer Haftbefehl vor, der jedoch nach Gesprächen zwischen dem irakischen Präsidenten Dschalal Talabani mit dem jordanischen König Abdullah II. aufgehoben wurde. Außerdem soll er US-Finanzhilfen veruntreut haben. Die US-amerikanische Regierung favorisierte al-Dschalabi als Ministerpräsidenten nach dem Sturz von Saddam Hussein, rückte dann aber von ihm ab, nicht zuletzt weil die CIA durch ein abgehörtes Telefonat eines iranischen Geheimdienstmitarbeiters herausfand, dass al-Dschalabi diesem verraten hatte, dass die CIA den iranischen Kommunikationscode geknackt habe. Angeblich soll die CIA al-Dschalabi, gegen den zeitweise ein Haftbefehl vorlag, später entlastet haben, weil al-Dschalabi aus Unterlagen des Saddam-Geheimdienstes Kenntnis über belastende Vorgänge und bekannte Persönlichkeiten im Zusammenhang mit dem Öl-für-Lebensmittel-Programm der UN besitze. Als 2004 die alten Banknoten mit dem Konterfei von Saddam Hussein durch neue Banknoten ersetzt wurden, soll al-Dschalabi zusammen mit Vertrauten seines INC alte Banknoten im Wert von 27 Millionen US$ aus den Verbrennungsöfen „gerettet“ haben. Tatsächlich wurden bei einer Hausdurchsuchung einige angebrannte Scheine gefunden, das Verfahren gegen ihn jedoch ohne Begründung eingestellt. Al-Dschalabi erhielt den Spitznamen „Ali Baba von Bagdad“.
An den Parlamentswahlen im Irak am 30. Januar 2005 nahm al-Dschalabi als einer von 228 Kandidaten auf der Liste der Vereinigten Irakischen Allianz teil. Dieses Wahlbündnis ging als Sieger der Wahlen hervor. In der Folge bemühte sich al-Dschalabi darum, Kandidat der Allianz für das Amt des Ministerpräsidenten zu werden, zog seine Ambitionen letztlich aber zugunsten von Ibrahim al-Dschafari zurück.
Im Kabinett der neuen irakischen Regierung von Ministerpräsident Ibrahim al-Dschafari, das im April 2005 vom Parlament bestätigt wurde, war Ahmed al-Dschalabi einer von vier stellvertretenden Ministerpräsidenten. Außerdem fungierte er eine kurze Zeit lang als Ölminister, bis Ibrahim Bahr al-Ulum den Posten bekam.
Er ist der Onkel des ehemaligen Finanzministers Ali Abd al-Amir Allawi.